# Arisco
Arisco (o Arisco Moto) fou una marca catalana de motocicletes de velocitat fabricades per Miquel Tapias (escrit de vegades Tàpies) entre 1977 i 1980 a Terrassa, Vallès Occidental. Les Arisco duien motors bicilíndrics de 250 cc amb refrigeració líquida o per aire, admissió per vàlvules rotatives, dos cigonyals independents i cilindres superposats.
Els primers motors Arisco provenien dels que la marca egarenca MTK (Miguel Tapias Karts) produïa per a karts de competició.